# René Hürter
René Hürter (* 27. Januar 1982 in Bad Segeberg als René Weitschies) ist ein deutscher Fernsehpräsentator und Anbieter kostenpflichtiger esoterischer Dienstleistungen, der sich als Hellseher bezeichnet. Hürter tritt dabei auch unter dem Namen Flathan auf.

## Tätigkeit als Hellseher
Hürters erste TV-Auftritte als Hellseher erfolgten nach eigenen Angaben 2003 beim Sender BTV4U/Fresh4U und anschließend bis zum Jahr 2006 im Primetime Teleshop. Von 2009 bis 2011 war er bei Kosmica TV tätig. Danach wechselte Hürter zu dem in Budapest ansässigen Broadcaster Telemedia Interact TV, der u. a. für einen Schweizer Fernsehsender Eso.TV produzierte. Gegenwärtig (2016) arbeitet Hürter für das von dem Schweizer Mike Shiva betriebene Dienstleistungsangebot Shiva.TV. Hürter ist dabei in sogenannten Call-In-Sendungen tätig: Er beantwortet Anfragen von Zuschauern, die sich kostenpflichtig in die Fernsehsendung eingewählt haben. Hürter verwendet für seine Prognosen Lenormandkarten, die er individuell mischt und aufdeckt. Er behauptet, aus der Lage der Karten die Zukunft des Anrufers weissagen zu können.
Um das Jahr 2006 betrieb Hürter ein Bewusstseinszentrum für universelle Energie in Vallendar, wo er etwa Seminare im Kartenlegen anbot. 2009 eröffnete er eine Praxis in Koblenz und bezeichnete sich als Seher von Koblenz. Seit 2008 bot Hürter auch Beratungen und Seminare von Gran Canaria aus an. Später verzog er nach Berlin, wo er ein Esoterikgeschäft betrieb und kostenpflichtige Beratungen – auch als Unternehmensberater und Business-Hellseher – und Seminare anbot.
Hürter hat mehrere Bücher verfasst, die beim US-amerikanischen Anbieter lulu.com als Books-on-Demand verfügbar sind.
Nach Hürters eigenen früheren Angaben auf seiner Homepage sollte der von ihm verwendete Name Flathan „Engel der Hoffnung“ bedeuten. Mittlerweile gibt Hürter an, sein Vater sei Ire. Dieser habe ihn „Flathan“ genannt, was allerdings eine Pluralform (Singular: flath) darstellt und Herren, Prinzen, Feldherren oder Helden bedeuten würde.

## Kritik
Hürters Sendungen, Methoden und Fähigkeiten als Hellseher werden in Medienberichten in Frage gestellt. Hürters in Zusammenarbeit mit einer Tageszeitung gemachten Vorhersagen für 2010 erwiesen sich als weitestgehend unrichtig. Die Rhein-Zeitung berichtete im Dezember 2011 unter der Überschrift Wahrsager Flathan orakelt viel Falsches, dass sich nur eine von elf Weissagungen Hürters als wahr herausgestellt hatte. Hürter selbst hatte angegeben, seine Prophezeiungen seien zu 98 % richtig.
Im Jahr 2012 veröffentlichte das Verbraucherschutzmagazin Kassensturz des Schweizer Fernsehens einen kritischen Beitrag über Hürters Tätigkeit als Fernsehwahrsager. Vorgeworfen wurden ihm zum einen die Inhalte seiner Prophezeiungen – so hatte er etwa den Tod des Bekannten einer Anruferin vorhergesagt – und dass er die Not hilfsbedürftiger Personen ausnutze. Zum anderen warf ihm das Magazin – gestützt auf tontechnische Analysen – vor, unter falschem Namen und mit verstellter Stimme als angeblicher Zuschauer in den von Telemedia Interact TV produzierten Call-in-Sendungen anzurufen und die Fähigkeiten dort tätiger Kollegen lobend hervorzuheben. Kritisiert wurden schließlich die Anrufgebühren in Höhe von 4,50 Schweizer Franken (etwa 3,70 Euro) je Minute. Es wurde zudem der Verdacht geäußert, dass die Anrufer möglichst lange in Warteschleifen gehalten werden, um höhere Gebühren kassieren zu können. Hürter wies die Anschuldigungen zurück.
In Irland wurde in verschiedenen Zeitungen über Hürter berichtet, so in The Irish Times, der Independent Woman und dem Web-Männermagazin JOE („Vielleicht der schillerndste Hellseher, der je gelebt hat“, „die germanische Tunten-Version des Ex-Liverpool-Verteidigers Steve Nicol“).

## Book-on-Demand-Veröffentlichungen (Auswahl)
- Kombiniere Lenormand!, lulu.com, Raleigh 2008, ISBN 978-1-4716-5409-1
- Lebe Deinen freien Willen! lulu.com, Raleigh 2011, ISBN 978-1-4475-4187-5
- Kartenlegen für den Hausgebrauch – inklusive juristischer Rechte und Pflichten für Kunden und Wahrsager! lulu.com, Raleigh 2013, ISBN 978-1-291-58064-8
- Seelenerwachen – bis zum letzten Atemzug! lulu.com, Raleigh 2015, ISBN 978-1-326-22760-9